# Cerniaz
Cerniaz es una localidad y antigua comuna suiza del cantón de Vaud, situada en el distrito de Broye-Vully. Limitaba al norte con la comuna de Henniez, al noreste con Villarzel, al sureste y sur con Villars-Bramard, y al oeste con Seigneux.
La comuna hizo parte hasta el 31 de diciembre de 2007 del distrito de Payerne, círculo de Granges-près-Marnand. Desde el 1 de julio de 2011 entró en vigor la fusión de la comuna de Cerniaz con las comunas de Combremont-le-Grand, Combremont-le-Petit, Granges-près-Marnand, Marnand, Sassel, Seigneux y Villars-Bramard en la nueva comuna de Valbroye.